# 周维炯
周维炯（1908年—1931年），河南省商城县（今属安徽金寨）人。中国政治人物。

## 生平
早年从事中共地下党活动。1929年，任中共商罗麻特别区委委员。同年5月6日，周维炯参加领导商城起义，组建中国工农红军第十一军第三十二师，他任师长，后领导创建豫东南苏区。1930年5月起，先后任红一军第三、第二师师长，红四军第十一师师长。1931年3月在双桥镇战斗中，担任主力迅速获胜。1931年8月，红四军南下强攻英山县城。同年10月，在白雀园肃反，因反对张国焘计划而遭诬陷，被杀害于河南光山新集。